# Marc Henneaux

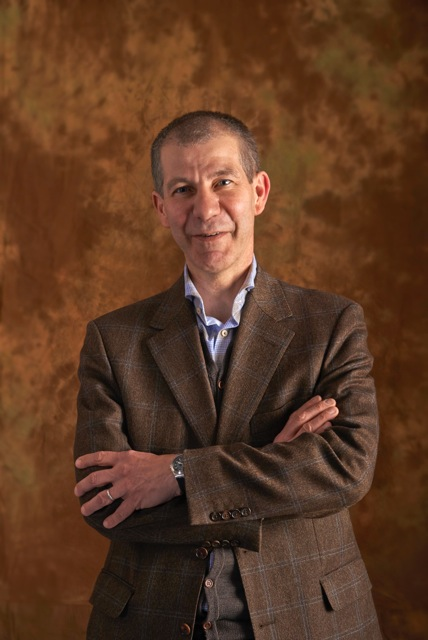
Marc Henneaux (2015)

Marc Henneaux (* 5. März 1955 in Brüssel) ist ein belgischer theoretischer Physiker.
Henneaux studierte Physik an der Université libre de Bruxelles und wurde 1980 bei Jules Géhéniau promoviert und war vorher 1978/78 Gastwissenschaftler an der Princeton University. Als Post-Doktorand war er 1981 bis 1984 an der University of Texas bei Claudio Teitelboim. Danach forschte er im Auftrag der belgischen Forschungsgesellschaft FNRS. 1993 wurde er Assistenzprofessor und 1996 Professor an der Freien Universität Brüssel. Seit 1998 leitet er dort die Abteilung Theoretische und Mathematische Physik (Service de Physique Théorique et Mathématique). Seit 2004 ist er Direktor des Solvay Instituts. 
Henneaux arbeitete viel mit Claudio Teitelboim (Claudio Bunster) zusammen und schrieb mit ihm eine Monographie über die BRST-Quantisierung von Eichfeldtheorien. Er ist auch mit Teitelboims chilenischem Forschungsinstitut CECS verbunden.
2000 erhielt er den Francqui-Preis. In der Laudatio wurde unter anderem hervorgehoben, dass er in den 1980er Jahren früh Hinweise auf die AdS/CFT-Korrespondenz fand. 
2014 wurde ihm zusammen mit Waleri Anatoljewitsch Rubakow der Bogoliubov-Preis des Joint Institute for Nuclear Research zuerkannt. Er ist Mitglied der Académie royale des Sciences, des Lettres et des Beaux-Arts de Belgique.

## Schriften
- mit Claudio Teitelboim: Quantization of Gauge Systems, Princeton University Press 1992